# Add-on (Mozilla)

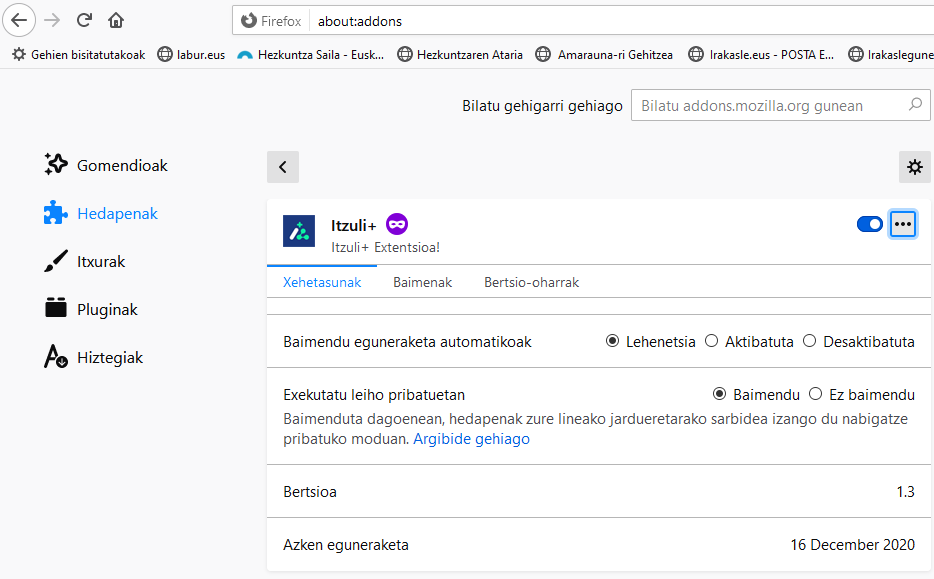
Exemplo de Add-on no Firefox

Na informática, o complemento (em inglês: add-on) permite ao desenvolvedor de programa computacional estender e modificar a funcionalidade do Firefox.
Existem vários tipos de complementos, mas o tipo mais comum são as extensões de navegador.